# ヒガイ属 (魚)
ヒガイ属（ヒガイぞく、学名：Sarcocheilichthys）は、コイ科カマツカ亜科の属の一つ。

## 構成種
細谷(1982)によると、本属には約10種（うち日本には2種2亜種）が存在するとされ、環境省レッドリストにおいてはこの分類が採用されている。ただし、ミトコンドリアDNAによる系統解析の結果、日本の個体群は遺伝的にはほぼ差異がないことが分かっており（伊勢湾周辺種は例外）、今後変更される可能性がある。

### 日本
- Sarcocheilichthys variegatus (Temminck & Schlegel, 1846)
  - Sarcocheilichthys variegatus variegatus (Temminck & Schlegel, 1846) → カワヒガイ
  - Sarcocheilichthys variegatus microoculus Mori, 1927 → ビワヒガイ
- Sarcocheilichthys biwaensis Hosoya, 1982 → アブラヒガイ

### 日本以外
- Sarcocheilichthys caobangensis Nguyen & Vo, 2001
- Sarcocheilichthys davidi (Sauvage, 1878)
- Sarcocheilichthys hainanensis Nichols & Pope, 1927
- Sarcocheilichthys kiangsiensis Nichols, 1930
- Sarcocheilichthys lacustris (Dybowski, 1872) → スンガリヒガイ
- Sarcocheilichthys nigripinnis (Günther, 1873) → クロヒレヒガイ
- Sarcocheilichthys parvus Nichols, 1930 → コヒガイ
- Sarcocheilichthys sciistius (Abbott, 1901) → キタヒガイ
- Sarcocheilichthys sinensis Bleeker, 1871 → カラヒガイ

## 漢字
1890年4月9日、明治天皇が琵琶湖疏水の開通式に出席した際、滋賀県庁で昼食をとった。明治天皇は地元から献上された瀬田川のヒガイを大変気に入り、その後たびたび取り寄せた。ヒガイを鰉（魚偏に皇）という漢字で書くのは、この出来事に由来するという。